# Laurent Gaudé
Laurent Gaudé (Párizs 14. kerülete, 1972. július 6. –) francia író.
Színházi tanulmányokat folytatott, és számos drámai művet írt, köztük az Onysos le furieux, a Cendres sur les mains, a Médée Kali és a Le Tigre bleu de l'Euphrate.

## Élete
Gaudé Párizsban született. Az Université Paris III bölcsészettudományi mesterképzés után, amelyre Michel Corvin (1994) által felügyelt Le thème du combat dans la dramaturgie comptemporaine française (A harc témája a francia kortárs dramaturgiában) című disszertációját nyújtotta be, majd ugyanezen az egyetemen posztgraduális diplomát szerzett, amelyre Le conflit dans le théâtre contemporain (Konfliktus a kortárs színházban) címmel nyújtott be disszertációt, amelyet Jean-Pierre Sarrazac felügyelt (1998), színdarabokat írt (1999).
Első darabja, a Combat de possédés 1999-ben jelent meg. Németországban már játszották, és felolvasták a londoni Royal National Theatre-ben is. A második, 2000-ben megjelent darab az Onysos le Furieux. Ez egy epikus monológ, amelyet mindössze 10 nap alatt írt 1996 tavaszán. 1996-ban Laurent Gaudé más darabokat is írt, mint például a Pluie de Cendres, a Cendres sur les mains, a Médée Kali vagy a Le Tigre bleu de l'Euphrate.
2002-ben második regénye, a La Mort du roi Tsongor lehetővé tette számára, hogy a Goncourt-díjra, és mindenekelőtt a Prix Goncourt des lycéens és a Prix des librairies díjjal jutalmazzák. Két évvel később elnyerte a Goncourt-díjat, valamint a Prix Jean Giono-t Le Soleil des Scorta című regényével, amely bestseller lett (a regény megjelenése és a 2004-es díjátadás között 80 000 példányban kelt el).

## Díjai
2002-ben elnyerte a Prix Goncourt des lycéens-t, 2003-ban pedig a Prix des Libraires-t La Mort du roi Tsongor című művéért. Két évvel később a Prix Goncourt és a Prix Jean Giono díját nyerte el Le Soleil des Scorta című regényéért. 2019-ben Nous l'Europe, banquet des peuples című könyve elnyerte az Európai Könyvdíjat, a Salina, les trois exils pedig a Grand prix du roman métis díjat.

## Művei

### Színdarab
- Combats de possédés, Actes Sud, 1999
- Onysos le furieux, Actes Sud, 2000
- Pluie de cendres, Actes Sud, 2001
- Cendres sur les mains, Actes Sud, 2002
- Le Tigre bleu de l'Euphrate, Actes Sud, 2002
- Salina, Actes Sud, 2003
- Médée Kali, Actes Sud, 2003
- Les Sacrifiées, Actes Sud, 2004
- Sofia Douleur, Actes Sud, 2008
- Sodome, ma douce, Actes Sud, 2009
- Mille orphelins suivi de Les Enfants Fleuve, Actes Sud, 2011
- Caillasses, Actes Sud, 2012
- Daral Shaga suivi de Maudits les Innocents, operalibrettók, Actes Sud, 2014
- Danse, Morob, Actes Sud, 2016
- Et les colosses tomberont, Actes Sud, 2018
- La dernière nuit du monde, Actes Sud, 2021
- Grand Menteur, Actes Sud, 2022
- Même si le monde meurt ou le tout grand voyage, Actes Sud, 2023

### Regények
- Cris, Actes Sud, 2001
- La Mort du roi Tsongor, Actes Sud, 2002
- Le Soleil des Scorta, Actes Sud, 2004
- Eldorado, Actes Sud, 2006
- La Porte des Enfers, Actes Sud, 2008
- Ouragan, Actes Sud, 2010
- Pour seul cortège, Actes Sud, 2012
- Danser les ombres, Actes sud, 2015
- Écoutez nos défaites, Actes Sud, 2016
- Salina : les trois exils, Actes Sud, 2018
- Paris, mille vies, Actes Sud, 2020
- Chien 51, Actes Sud, 2022
- Terrasses ou notre long baiser si longtemps retardé, Actes Sud, 2024

### Novellagyűjtemények
- Dans la nuit Mozambique, Actes Sud, 2007 – négy novellából álló gyűjtemény
- Voyages en terres inconnues. Deux récits sidérants, Magnard, 2008 – két novella az előző gyűjteményből
- Les Oliviers du Négus, Actes Sud, 2011 – négy novellából álló gyűjtemény

### Költészet
- De sang et de lumière, Actes Sud, 2017
- Nous, l'Europe banquet des peuples, Actes Sud, 2018

### Gyermekirodalom
- La Tribu de Malgoumi, illusztrálta: Frédéric Stehr(wd), Actes Sud Junior, 2008 - album jeunesse

### Fotográfia
- Je suis le chien Pitié, Oan Kim fotóssal, Actes Sud, Hors Collection, 2009
- En bas la ville, Gaël Turine(wd) fotóssal, Le Bec en l'air, 2017 ISBN 9782367441115

### Magyarul megjelent
- Eldorádó (Eldorado) – Cartaphilus, Budapest, 2010 (Modern mítoszok)· ISBN 9789632661353 · fordította: Takács M. József
- Tsongor király halála (La Mort du roi Tsongor) – Trubadúr, Budapest, 2024 (Trubadúr zsebkönyvek) · ISBN 9789636560348 · fordította: Takács M. József

## Fordítás
- Ez a szócikk részben vagy egészben  a   Laurent Gaudé című angol Wikipédia-szócikk fordításán alapul.  Az eredeti cikk szerkesztőit annak laptörténete sorolja fel. Ez a jelzés csupán a megfogalmazás eredetét és a szerzői jogokat jelzi, nem szolgál a cikkben szereplő információk forrásmegjelöléseként.